# マーティ・スカル
マーティン・"マーティ"・スカル（英語: Martin "Marty" Scurll、1988年7月26日 - ）は、イングランドの男性プロレスラー。ケンブリッジシャー州イーリー出身。ROH所属。
入場時に持参してくる傘がトレードマーク。

## 来歴
プロレスラーになる為、フランク・リマーが主宰するドロップキックス・トレーニング・スクールにて、フランク・リマー、ジョン・リッチー、スティーブ・グレイのコーチを受けてトレーニングを開始し、2005年2月にプロレスデビュー。デビュー後しばらくは地元イングランドのインディー団体を転戦。2008年3月にザック・セイバー・ジュニアとのタッグチーム、リーダーズ・オブ・ザ・ニュースクールを結成。
2009年5月3日、インターナショナル・プロ・レスリング:ユナイテッド・キングダム（International Pro Wrestling:United Kingdom、略称 : IPW:UK）に参戦し、セイバーと共にスイス・マネー・ホールディング（アーレス & マーク・ロダン）から勝利を収め、IPW:UK統一ブリティッシュ・タッグ王座に戴冠し、自身初のベルト獲得を果たすと、セイバーと共にIPW:UKタッグ戦線で頭角を現す。翌2010年に同王座を手放すが、すぐさまセイバーとのタッグで再び王座に戴冠。2度目の王者となった二人は長期政権を築き上げることに成功し、プロジェクト・エゴ（クリス・トラヴィス & マーティン・カービー）に敗れるまで、実に630日間王座を手中に収める記録を残した。
2011年にはDPWライトヘビー級王座を獲得し、シングルベルトに初戴冠。2012年に入ると、IPW:UKブリティッシュ・クルーザー級王座、SWEスピードキング王座、RPWブリティッシュ・クルーザー級王座を立て続けに獲得し、シングルプレーヤーとしても通用することをアピール。プログレス・レスリングやTNA、コンバット・ゾーン・レスリングといった団体にも参戦するようになり、徐々にその活動範囲を広げていった。
2013年よりレボリューション・プロレスリング（Revolution Pro Wrestling、略称 : RPW）を主戦場に移す。2014年3月15日にはコルト・カバナから勝利を収め、RPWブリティッシュ・ヘビー級王座に戴冠。以降、防衛戦としてケビン・スティーン、マーティン・ストーン、シェルトン・ベンジャミン、ロッキー・ロメロ、リコシェ、ダグ・ウィリアムス、デイビー・リチャーズから勝利し、王座を保持し続けた。
2016年8月22日、ROHと契約を交わし、同団体の所属選手となることが発表された。11月18日、ROHのイギリスツアー、Reach For The Skyにて同団体デビュー戦を行い、ダルトン・キャッスルを相手に勝利。ツアー最終日の20日、ウィル・オスプレイから勝利を収め、ROH世界TV王座に戴冠した。
9月2日、プロレスリング・ゲリラ（Pro Wrestling Guerrilla、略称 : PWG）が主催するトーナメント、バトル・オブ・ロサンゼルスに出場。1回戦でペンタゴン・ジュニアから勝利を収め、翌々4日の決勝戦でオスプレイ、トレヴァー・リーらとイリミネーション3WAYマッチで対戦。最後はリーからクロスフェイス・チキンウィングで勝利を収めて優勝を果たした。
12月2日、ROH年内最終PPV、Final Battle 2016にROH世界TV王者として出場。前王者のオスプレイ、ドラゴン・リーを加えた3WAYマッチで防衛戦を行い、最後はリーからクロスフェイス・チキンウィングで勝利を収めて初防衛に成功した。
12月16日、PWG年内最終興行、Mystery Vortexのメインイベントに登場し、PWG世界王座を保持するザック・セイバー・ジュニアと対戦。37分を超える激闘を繰り広げたが、最後はジム・ブレイクス・アームバーに敗れて王座奪取とはならなかった。
2017年3月21日、ホワット・カルチャー・プロレスリング（WhatCulture Pro Wrestling、略称 : WCPW）が主催するプロレスワールドカップ2017イギリス予選に出場したが、準決勝でザック・セイバー・ジュニアに敗れた。
5月12日、WAR OF THE WORLDSツアーのセミファイナルで行われたアダム・コール vs 棚橋弘至戦終了後に突如としてリング上に姿を現し、トレードマークである傘を開くと、BULLET CLUB（以下「BC」）のロゴが描かれていることを観衆にアピール。直後にコールを介抱していたヤング・バックスが、コールへスーパーキックを放ち、スカルも傘攻撃で追撃。そしてコールの首に傘の柄を引っ掛けて、BC電撃加入およびコールのBC追放を高らかに宣言した。
5月17日、新日本プロレスが主催するジュニアヘビー級選手によるリーグ戦、BEST OF THE SUPER Jr.に出場したが、予選落ちに終わった。
11月5日、新日本大阪市立体育館大会において、ウィル・オスプレイの保持するIWGPジュニアヘビー級王座に挑戦し勝利。初防衛戦となった2018年1月4日東京ドーム大会での4WAYマッチでKUSHIDA、オスプレイ、高橋ヒロムと対戦し防衛に失敗した。
2018年4月1日、新日本両国国技館大会でウィル・オスプレイの保持するIWGPジュニアヘビー級王座に挑戦し敗北。
5月3日、新日本福岡国際センター大会でヤング・バックスとタッグを組んでNEVER無差別級6人タッグ王座に挑戦し勝利。新日本では2度目のタイトル戴冠となった。
8月12日、新日本日本武道館大会でヤング・バックスとタッグを組んで、タマ・トンガ、タンガ・ロア、石森太二組と対戦。ノンタイトル戦だったが試合直前にNEVER無差別級6人タッグ王座戦に急遽変更され、防衛に失敗した。

## 得意技
総じてブリティッシュ三銃士と称されるウィル・オスプレイ・ザック・セイバー・ジュニアと比べると、イギリス古来のレスリングを基調とした、比較的オールマイティでバランスの取れた選手であるが、ダーティなインサイドワークと、観客を含めた試合のコントロール能力に長けており、スカル独自のムーブも多く、一筋縄ではいかない曲者のような立ち回りを得意としている。

### フィニッシュ・ホールド
クロスフェイスチキンウィング
現在のフィニッシャー。
胴締めチキンウィングフェイスロック。
相手の背後から片腕でハンマーロックを極めて、その手を相手の肩口に出す。もう片腕で相手にフェイスロックを掛けて両手をクラッチする。その状態から両方の肘を締めるようにすると相手の肩と首の両方を一気に極めることができるハンマーロックとフェイスロックの複合関節技の胴締めチキンウィングフェイスロック。技を掛ける前に独特のモーションを見せ、「Chicken Wing！」と叫ぶ。
ブラックプレイグ
以前は、ザ・グラデュエーションと言う技名で使用していた。
2006年から2014年まで使用したフィニッシャー。
ダブルアーム・スープレックスの体勢で相手を抱え上げ空中で、自身の片腕のフックを外して捻りを加えながら、相手を仰向けになる形でマットに叩きつける。上記クロスフェイス・チキンウィングをフィニッシャーにして以降も、得意技の一つとして使用している。
パーティーズ・オーバー
2006年から2014年まで使用したフィニッシャー。
アルゼンチン・バックブリーカーの体勢で担ぎ上げた相手をリフトアップさせ、自らの折り曲げた両膝に相手の背中を打ち付ける変型のバックブリーカー。

### 打撃技

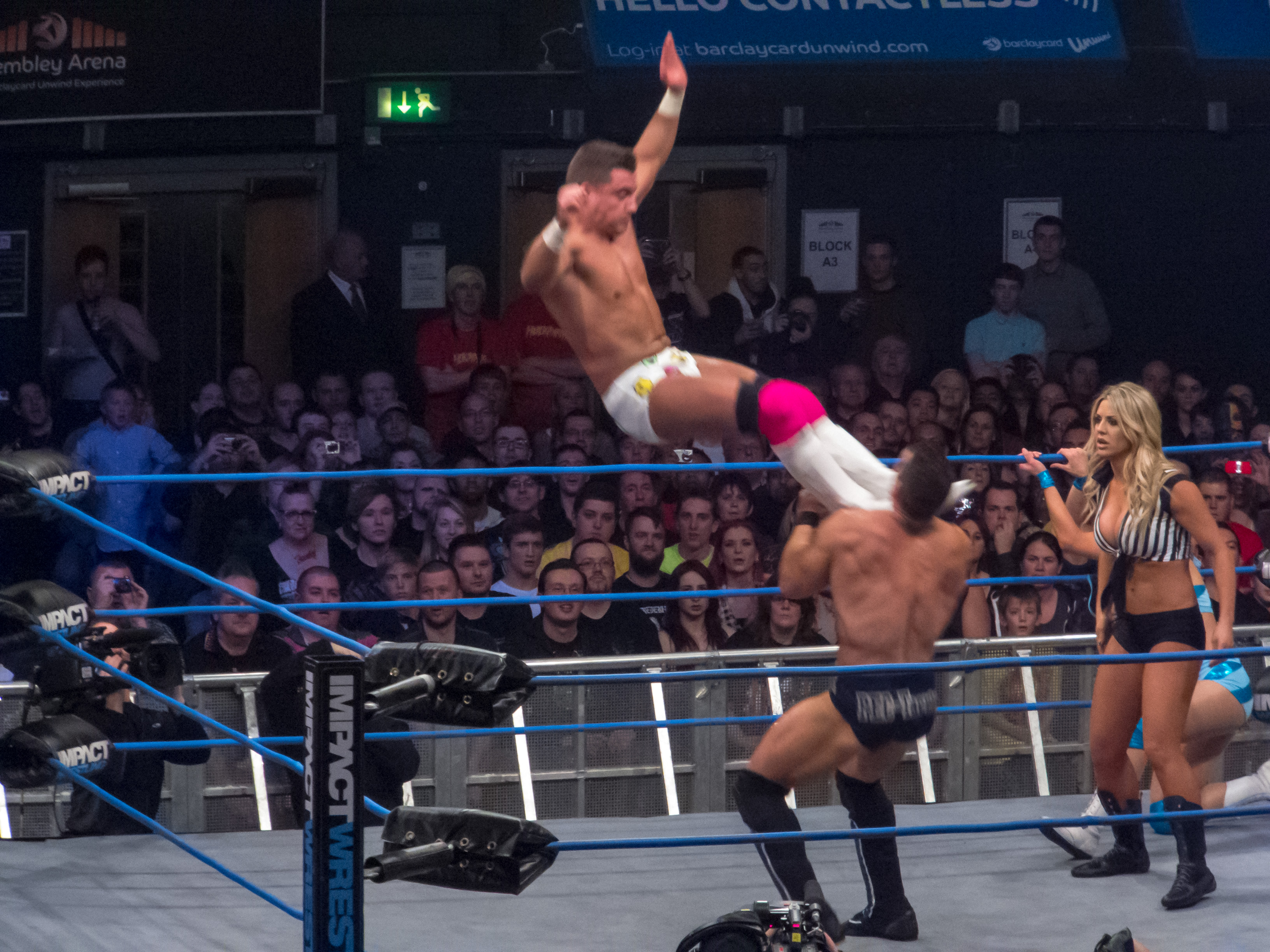
ミサイルドロップキック

エルボー
エルボー・スタンプ
バックエルボー
ヨーロピアン・アッパー・カット
バックハンド・チョップ
ナックルパンチ
クローズライン
ドロップキック
ミサイルドロップキック
ラウンドハウスキック
スーパーキック
トップロープをジャンプして飛び越え、場外にいる相手の頭部に見舞うキック。技の前に「Super-Kick！」と発声する。また、リング内でも多用する。
フェイントキック
ロープから返ってきた相手の腹部もしくは頭部にスーパーキックすると見せかけて間を作り、膝にキックする技。
619
セカンドロープに相手の上半身をもたれさせた状態で、助走をつけてロープに駆け寄りトップロープとセカンドを掴んでジャンプし両足をロープの間をくぐり抜ける様に回転させて相手の顔面を両足で蹴りつける。

### 投げ技
スープレックス
スーパープレックス
ジャーマンスープレックス
バックドロップ
クレイドル・パイルドライバー
基本的に鈴木みのるのゴッチ式パイルドライバーと同じだが、スカルの場合は相手を持ち上げてから両手をクラッチする。新日本参戦後は使用頻度が減っている。
パワーボム
スカル・ドライバー
変形パッケージドライバー。
前傾姿勢の相手の右肩付近から両腕ごと両腿裏を抱え込んで担ぎ上げ、自らシットダウンと同時に右サイドに相手の後頭部から突き刺す変形パッケージ・パイルドライバー。相手の頭部を固定せずにマットに突き刺す非常に危険な技。
リバース・スナップメア・ドライバー
背中合わせの状態で右手で相手の後頭部を右肩に固定し、そこから勢いよく前方へ倒れ込むことで相手を後方回転させて脳天からマットに突き刺す文字通りリバース式変形スナップメア・ドライバー。

### 飛び技
トペ・コンヒーロ
場外の対戦相手に対し、場内から助走を付けてトップロープを飛び越えながら前転し、自らの臀部や背面を対戦相手にぶつける技。
スーサイド・ダイブ
場外の対戦相手に向かって助走してロープ間をすり抜けて頭から相手にぶつかっていく技。

### フォール技
バックスライド
スクールボーイ
スモール・パッケージホールド
ジャックナイフ・ホールド
ヨーロピアン・クラッチ
ローリング・クラッチ・ホールド

### その他
指折り
相手の片腕を捕らえた状態で両手で相手の指を掴み、会場全体を静かにさせてから凄まじい音とともに相手の指を折る。スカルの代名詞的な技。

## タイトル歴
新日本プロレス
- IWGPジュニアヘビー級王座：1回

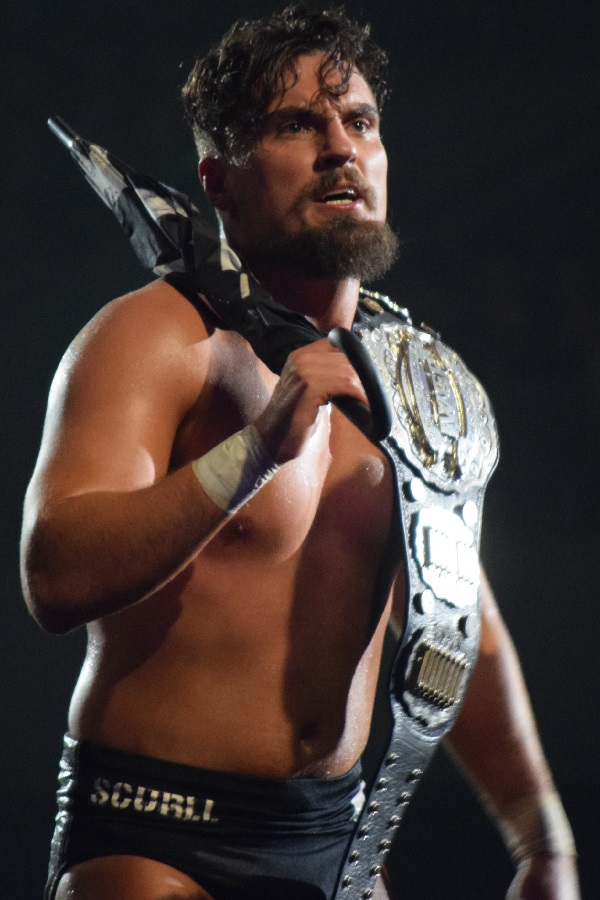
IWGPジュニアヘビー級王座

- NEVER無差別級6人タッグ王座 : 1回

パートナーはニック・ジャクソン、マット・ジャクソン。
DDTプロレスリング
- アイアンマンヘビーメタル級王座 : 1回

アルティメット・プロレスリング
- UPWヘビー級王座 : 1回

インターナショナル・プロ・レスリング:ユナイテッド・キングダム
- IPW:UKブリティッシュ・クルーザー級王座 : 1回
- IPW:UK統一ブリティッシュ・タッグ王座 : 2回

パートナーはザック・セイバー・ジュニア×2回。
- セルシー・カップ 優勝 : 1回（2012年）

ウエストサイド・エクストリーム・レスリング
- wXw統一世界王座 : 1回

サウスサイド・レスリング・エンターテインメント
- SWEスピードキング王座 : 1回

スイス・レスリング・エンターテインメント
- SWEタッグ王座 : 1回

パートナーはマイク・ツガ。
ダニッシュ・プロレスリング
- DPWライトヘビー級王座 : 1回

ファイト! ネーション・レスリング
- FNWブリティッシュ王座 : 1回

プログレス・レスリング
- プログレス世界王座 : 2回

プロレスリング・ゲリラ
- バトル・オブ・ロサンゼルス 優勝 : 1回（2016年）

メルボルン・シティ・レスリング
- MCWインビテーショナル・トーナメント 優勝 : 1回（2016年）

リング・オブ・オナー
- ROH世界TV王座 : 1回

レボリューション・プロレスリング
- RPWブリティッシュ・ヘビー級王座 : 1回
- RPWブリティッシュ・クルーザー級王座 : 1回

## 入場テーマ曲
- One True Villain / Hot Tag Media Works - 現在使用中
- Machine Gun / Portishead
- Warp 1.9 (Princess Sisters remix) / The Bloody Beetroots
- Warp 1.9 / The Bloody Beetroots